# 1571
1571 (MDLXXI) byl rok, který dle juliánského kalendáře započal pondělím.

## Události
- 1. leden – papež sv. Pius V. bulou Licet ex debito potvrdil milosrdné bratry jako řeholní kongregaci.
- 7. říjen – v bitvé u Lepanta porazila koalice Španělska, Benátek, Papežského státu a maltézských rytířů osmanské loďstvo
- Moskva popleněna nájezdem krymských Tatarů
- nad Čechami byla vidět silná polární záře (např. rukopis o úkazu nad Domažlicemi)

### Probíhající události
- 1558–1583 – Livonská válka
- 1562–1598 – Hugenotské války
- 1568–1648 – Osmdesátiletá válka
- 1568–1648 – Nizozemská revoluce

## Věda a umění
- první česká zmínka o nálezu mamutích kostí v Předmostí u Přerova (Gramatika česká)

## Narození
- 9. ledna – Karel Bonaventura Buquoy, francouzský vojevůdce, velitel císařských vojsk za třicetileté války († 10. července 1621)
- 27. ledna – Abbás I. Veliký, perský šáh († 19. ledna 1629)
- 15. února – Michael Praetorius, německý skladatel, varhaník a hudební teoretik († 15. února 1621)
- 28. či 29. září – Caravaggio, italský barokní malíř († 18. července 1610)
- 4. prosince – Ferdinand Habsburský, syn Filipa II. Španělského († 18. listopadu 1578)
- 27. prosince – Johannes Kepler, německý matematik a astronom († 15. listopadu 1630)
- ? – Willem Blaeu, nizozemský kartograf († 21. října 1638)
- ? – Cunenaga Hasekura, japonský diplomat a velvyslanec († 7. srpna 1622)
- ? – Kašpar z Questenberku, katolický teolog, opat Strahovského kláštera († 28. června 1640)
- ? – Frederick de Houtman, nizozemský mořeplavec († 21. října 1627)
- ? – Thomas Hughes, anglický právník a dramatik († 1623)
- ? – Halime Sultan, Haseki sultan Osmanské říše (1588–1595), později Valide sultan Osmanské říše (1617–1618 & 1622–1623)

## Úmrtí
Česko
- 24. listopadu – Jan Blahoslav, český spisovatel a biskup Jednoty bratrské (* 20. února 1523)
- ? – Tomáš Jaroš, pražský zvonař (* asi 1500)

Svět
- 13. února – Benvenuto Cellini, italský zlatník, sochař a spisovatel (* 3. listopadu 1500)
- 14. března – Jan Zikmund Zápolský, maďarský král (* 7. července 1540)
- 6. července – Motonari Móri, japonský daimjó, vůdce klanu Móri (* 16. dubna 1497)
- 23. září – Kateřina z Valdštejna, česká šlechtična, manželka Zachariáše z Hradce
- 7. října – Dorotea Sasko-Lauenburská, dánská a norská královna (* 9. července 1511)
- 13. listopadu – Marfa Sobakinová, ruská carevna, třetí manželka Ivana IV. Hrozného (* 1552)
- 27. prosince – Johann Criginger, německý spisovatel a kartograf (1521)
- ? – Udžijasu Hódžó, japonský daimjó, vůdce rodu Hódžó (* 1515)
- ? – Titu Cusi Yupanqui, inka ve Vilcabambě (* 1529)
- ? – Nicolò dell’Abbate, italský malíř (* 1509)

## Hlavy států
- České království – Maxmilián II.
- Svatá říše římská – Maxmilián II.
- Uherské království – Maxmilián II.
- Papež – Pius V.
- Anglické království – Alžběta I.
- Francouzské království – Karel IX.
- Polské království – Zikmund II. August
- Osmanská říše – Selim II.
- Perská říše – Tahmásp I.